# Titanidiops yemenensis
Espèce
Synonymes
- Idiops yemenensis Simon, 1890

Titanidiops yemenensis est une espèce d'araignées mygalomorphes de la famille des Idiopidae.

## Distribution
Cette espèce est endémique du Yémen.

## Description
La femelle holotype mesure 10 mm.

## Systématique et taxinomie
Cette espèce a été décrite sous le protonyme Idiops yemenensis par Simon en 1890. Elle est placée  dans le genre Pachyidiops par Simon en 1903 puis dans le genre Titanidiops par Schwendinger, Huber et Hongpadharakiree en 2024.

## Étymologie
Son nom d'espèce, composé de yemen et du suffixe latin -ensis, « qui vit dans, qui habite », lui a été donné en référence au lieu de sa découverte, le Yémen

## Publication originale
- Simon, 1890 : « Études arachnologiques. 22e Mémoire. XXXIV. Étude sur les arachnides de l'Yemen. » Annales de la Société Entomologique de France, sér. 6, vol. 10, p. 77-124 (texte intégral).